# 広州路社区
広州路社区（こうしゅうろしゃく）は、南京市鼓楼区華僑路街道の社区。面積は0.267 km。2020年末の戸籍人口は7179人。

## 地理
南京市鼓楼区華僑路街道の東部に位置している。

## 交通
- 地下鉄の駅：
- バス：

## 施設
- 子午書巷図書館：
- 江蘇省郵便会社：
- 南京市中級人民裁判所：
- 南京市規画局：

- 交通銀行：
- 中国農業銀行：